# Ален Кола
Ален Кола (на френски: Alain Colas) е френски ветроходец, щурман и писател на произведения в жанра пътепис. Известен е с победите си в състезанията за самотни мореплаватели „Английски Транссат“ през 1972 г. и световния си рекорд за обиколка на света през 1973 г. на тримарана си „Манурева“.

## Биография и творчество
Ален Кола е роден на 16 септември 1943 г. в Кламеси, департамент Ниевр, Франция, в семейството на Роже и Фернанде Кола. Има двама братя. Учи в Оксер, където завършва гимназия и през 1961 г. получава бакалавърска степен по философия от лицея „Пол Берт“. Следва във Факултета по изкуствата в Дижон и продължава образованието си в Сорбоната в Париж, където специализира английска филология. През юли 1963 г. създава клуб по кану-каяк в Кламеси.
През 1965 г., докато е в Париж, кандидатства за преподавателско място в Университета на Сидни. Получава отрицателен отговор, на заминава през януари 1966 г. за Австралия и успява да получи преподавателско място за лектор по френска литература в колежа „Сейнт Джон“. Докато е в колежа, открива света на ветроходството, тренира и през декември 1967 г. става член на яхта от Нова Зеландия за състезанието „Сидни – Хобарт“.
В Хорбат среща и се сприятелява с Ерик Табарли, който печели състезанието с тримарана „Pen Duick III“. Заедно участват в други плавания. През 1968 г. се връща в Париж, за да завърши следването си в Сорбоната. После решава да участва с Табарли в състезанието „Лос Анджелис – Хонолулу“ с новия тримаран „Pen Duick IV“. Поради различни причини не участват, а той плаща аванс за закупуване на тримарана с хонорарите от лекции и няколко пътеписа, които е публикувал в пресата. За да закупи изцяло лодката, той опитва да постигне някакъв успех във ветроходството, но накрая с помощта на баща си получава кредит за плащането. С тримарана участва успешно в няколко състезания, като става победител в състезанието „Английски Транссат“ през 1972 г. За постижението си е удостоен с Ордена на Почетния легион. През същата година е издаден пътеписът му „Un tour du monde pour une victoire“.
Преименува тримарана на „Манурева“ и прави някои подобрения. В периода 8 септември 1973 – 28 март 1974 г., паралелно с първото състезание за самотни мореплаватели „Whitbread“, прави самотна обиколка на света с междинно спиране в Сидни. Преминава разстоянието за 169 дни, с което подобрява рекорда на сър Френсис Чичестър с 32 дни.
През 1975 г., заедно с Мишел Бигойн, Клод Колар и Гилбърт Тригано, прави дизайна и реализира изграждането на четиримачтовата платноходка с дължина 72 метра „Club Méditerranée“. Същата година при злополука на „Манурева“ получава нараняване и счупване на десния глезен, след което претърпява 22 операции и дълго се възстановява. През 1976 г. участва с „Club Méditerranée“ в „Английски Транссат“ като се класира пети. Участва в парада на корабите, организиран по река Хъдсън по случай 100-годишнината на Съединените щати.
След завръщането си във Франция организира с платноходката платени излети в морето „Добре дошли на борда“, последвани от прожекции и конференции, на които продава своите книги и предмети със собствено лого. През 1977 г. е издаден и пътеписът му „Нос Хорн за сам човек“.
На 5 ноември 1978 г. в Сен Мало Ален Кола стартира участието си ветроходното състезание „Пътят на рома“ с тримарана „Манурева“. Изчезва в ураган на 16 ноември 1978 г. край Азорските острови, Португалия. Въпреки издирването и разследването не са открити доказателства за корабокрушението му, но е установено, че корпусите на лодките от алуминий имат множество пукнатини, скрити под слоевете боя.

## Памет
Случаят му вдъхновява музиканта Серж Генсбур да напише текста на песента „Манурева“, композирана и изпълнена от пемеца Ален Шамфор. През 2006 г. в Кламеси е открит негов паметник.

## Произведения

### Самостоятелни романи
- Un tour du monde pour une victoire (1972)
- Cap Horn pour un homme seul (1977)
Нос Хорн за сам човек: [Дневник на околосветско плаване], изд.: ИК „Георги Бакалов“, Варна (1985), прев. Асен Дремджиев